# سوسة البرسيم
سوسة البرسيم (Hypera postica) هو نوع من الخنفساء ينتمي لفصيلة سوسينات، يتواجد هذا النوع من الحشرات في حقول البرسيم بجميع أنحاء أوروبا.